# وادي المليز
وادي المليز هي إحدى القرى التابعة لمركز الحسنة في محافظة شمال سيناء في جمهورية مصر العربية، وتقع غرب مدينة الحسنة، ويوجد بالقرب منها مطار المليز وهو مطار مدني وعسكري.